# 1828 Каширіна
1828 Каширіна (1828 Kashirina) — астероїд головного поясу, відкритий 14 серпня 1966 року.
Тіссеранів параметр щодо Юпітера — 3,178.